# Circuito di Sebring
Il circuito di Sebring (Sebring International Raceway) è un tracciato per competizioni automobilistiche situato a Sebring, in Florida. Il circuito occupa una parte dell'aeroporto Hendricks Field che attualmente viene utilizzato dall'aviazione commerciale e generale ma che durante la seconda guerra mondiale fungeva da base per l'addestramento dei piloti dei B-17. Ha ospitato il Gran Premio degli Stati Uniti d'America nel 1959 e dal 1950 si svolge la 12 Ore di Sebring, una delle gare del campionato IMSA.

## Il tracciato
La caratteristica principale del tracciato, derivante dalla condivisione di parte della superficie con l'aeroporto, sono dei tratti realizzati in cemento con numerose giunture. Il passaggio da una sezione all'altra è piuttosto duro e provoca lo sfregamento del fondo della vettura con la pista, evidenziato da numerose scintille. Questo, insieme alla leggera inclinazione della superficie stradale, rende la pista, soprattutto in caso di pioggia, una vera e propria sfida per i piloti. Nel 1950 la sua lunghezza era di 5.300 metri (3,5 miglia) e questo primo tracciato, dopo aver percorso gli ampi piazzali che occupano la parte centrale del sedime aeroportuale, toccava la testata della Pista 14 e impegnava la pista principale dell'aeroporto (la 18, denominata The Straight) e in seguito la pista secondaria 27 (chiamata Back Straight), per riportarsi sul rettilineo del traguardo attraverso la lunga curva a 180 gradi denominata Sunset Curve.

La configurazione di 8.368 metri utilizzata per la prima 12 Ore nel 1952 e dalla Formula 1 nel 1959

Già nel 1952 la pista fu estesa fino a 8.368 metri (5,2 miglia) per la prima 12 Ore; furono ridisegnate la prima curva e il tratto centrale, che ora deviava verso la parte occidentale del sedime percorrendo la lunghissima Big Bend fino al tornantino Hairpin nella zona dei magazzini, che costeggiavano il rettilineo Warehouse, per poi attraversare la esse Webster e reimmettersi nel precedente tracciato, sul rettilineo Green Park.

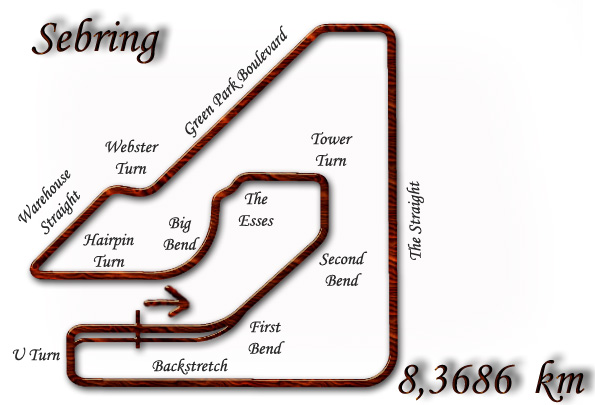
Il tracciato modificato nel 1967 con l'anticipazione della curva Webster

Nel 1967 il rettilineo Warehouse e la esse Webster furono abbandonati, ma la lunghezza totale rimase pressoché invariata; la nuova versione prevedeva che subito dopo il tornantino Hairpin una chicane immettesse i concorrenti sul nuovo rettilineo Green Park, allungato di molto. Nel 1983 le esigenze contrastanti tra l'aeroporto e l'autodromo imposero una prima riduzione del tracciato in cui fu eliminato il tratto finale del rettilineo Green Park per liberare la testata della Pista 14 e i piloti svoltavano a destra all'altezza della vecchia Webster per attraversare i piazzali e immettersi sullo Straight, a circa metà della sua lunghezza; tale versione del tracciato era lunga 7.600 metri (4,75 miglia). Ma tale intervento non era che il preludio alla completa rivisitazione del tracciato avvenuta quattro anni dopo per separare le attività dei due impianti, confinando l'autodromo nella parte occidentale del sedime. La velocissima sezione First Bend - Second Bend - Tower Turn fu eliminata in favore di una secca curva a sinistra che con un breve rettilineo portava a un tornante a sinistra che immetteva nella Big Bend. Anche lo Straight fu abbandonato in favore di un serpeggiante allungo posto più a ovest che partiva dalla Webster, percorreva la nuova Tower (ora una curva a 45 gradi), passava sul retro degli hangar centrali e a ridosso della nuova First Bend e si innestava poi lungo il Back Straight, riducendolo. Infine anche la Sunset Bend fu trasformata da tornante a doppia curva, di cui la prima molto stretta, e la lunghezza totale fu quindi ridotta a 6.100 metri (4,1 miglia). Nel 1990, dopo la 12 Ore svoltasi sulla precedente configurazione, il circuito si presentava ancora più corto, con l'eliminazione della Webster e il tracciato che, a metà del rettilineo Green Park, svoltava a destra con la curva Cunningham (90 gradi), percorreva la Collier e raggiungeva direttamente la Tower, ora a 90 gradi. Anche il tornante a sinistra che immetteva nella Big Bend faceva spazio a una nuova serie di curve e la lunghezza totale del tracciato 6.020 metri (3,74 miglia). Nel 1997 fu modificato l'ingresso al Back Straight, stringendo la curva, mentre nel 1999 furono modificate la Sunset (allargata) e il tornantino Hairpin (anticipato e sostituito da una "serpentina"). Il circuito attuale misura 6,02 chilometri (3,74 miglia), è caratterizzato da 17 curve (alcune molto lente e alcune molto veloci) intervallate a lunghi rettilinei, è di proprietà della Panoz Motorsport e ha perso parte del suo carattere di tracciato "aeroportuale" in quanto, gran parte del percorso, somiglia agli altri circuiti permanenti.

## Gare
La prima gara venne svolta il 30 dicembre 1950 e fu dovuta all'idea di Alec Ulman, insieme alla moglie Mary e al colonnello C.D. Richardson, loro socio; la gara era nello stile della 24 Ore di Le Mans e le vetture che presero parte a questa competizione furono tredici. La prima vera 12 Ore avvenne il 15 marzo 1952 e l'anno successivo la gara venne inserita nel calendario della FIA come prima gara del campionato mondiale per vetture sport. Il 12 dicembre 1959 si svolse il Gran Premio degli Stati Uniti d'America di Formula 1 che rimane l'unica gara disputata su questo circuito per il mondiale. Nel 1972 la 12 Ore perse l'ufficialità della FIA, ma siccome in quegli anni stava emergendo la IMSA, la gara venne inclusa nel suo calendario. A fine anni novanta la 12 Ore è entrata a far parte del calendario del campionato ALMS, mentre dal 2014 fa parte dello United Sports Car Championship, una serie che è nata dalla fusione dell'ALMS con il campionato Grand-Am.

## Albo d'oro della Formula 1
| Anno | Pilota        | Scuderia |
| ---- | ------------- | -------- |
| 1959 | Bruce McLaren | Cooper   |

### Vittorie per pilota
| Vittorie | Pilota        | Anno(i)/Vettura |
| -------- | ------------- | --------------- |
| 1        | Bruce McLaren | 1959/Cooper     |

### Vittorie per scuderia
| Vittorie | Scuderia | Anno(i)/Pilota     |
| -------- | -------- | ------------------ |
| 1        | Cooper   | 1959/Bruce McLaren |